# ARBAR Centre d'Art i Cultura

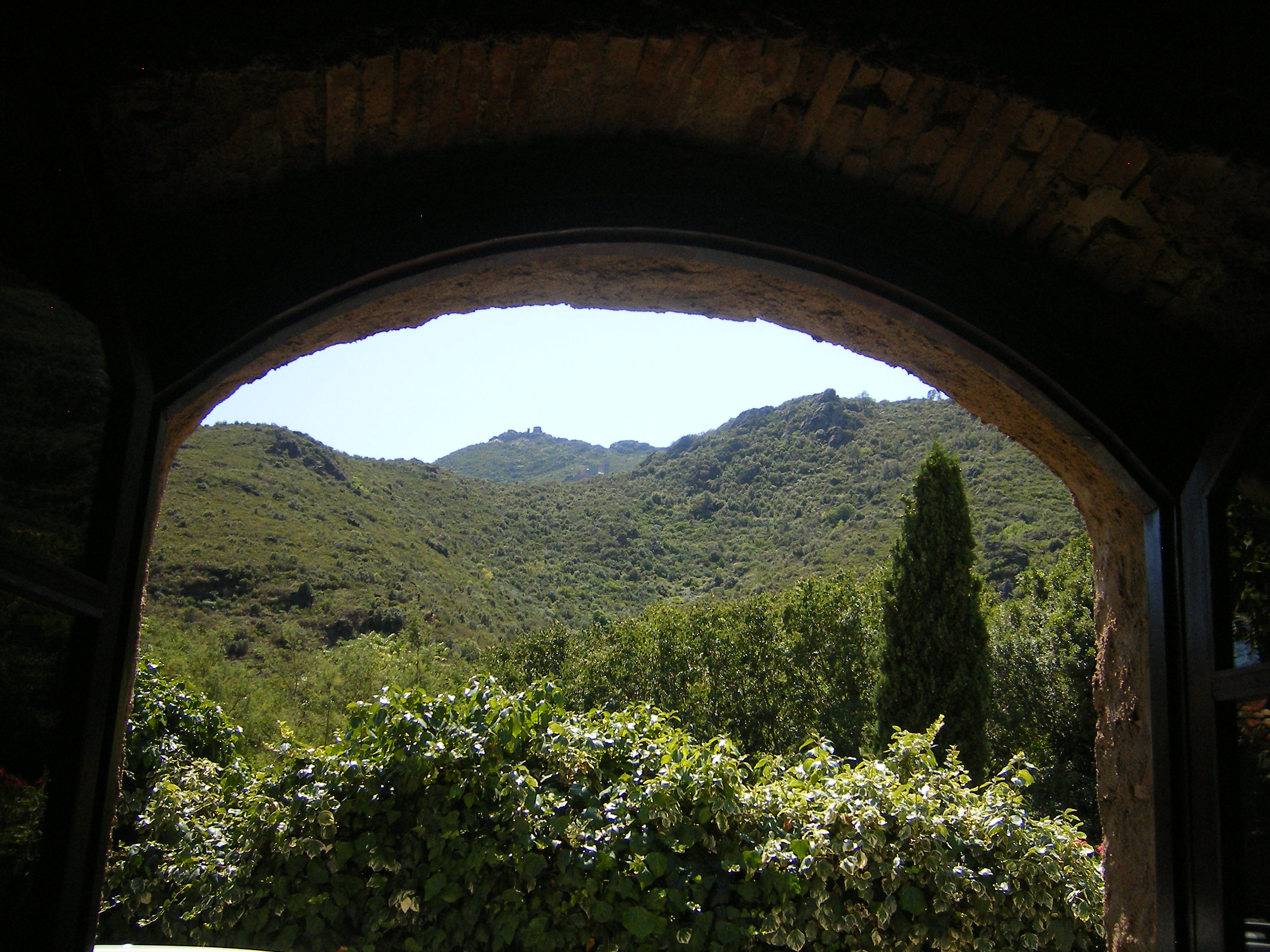
La Serra de Rodes des del Centre ARBAR, La Vall de Santa Creu (El Port de la Selva)

L'activitat del Centre d'Art i Cultura ARBAR (Associació per la Recerca Biocultural i Artística de Rodes) s'inicia l'any 2012 a La Vall de Santa Creu (El Port de la Selva) amb l'objectiu de desenvolupar projectes relacionats amb el patrimoni històric, antropològic, artístic i d'interrelació de l'individu amb l'entorn natural de la Serra de Rodes, dins el Parc Natural del Cap de Creus. 
La tasca curatorial d'ARBAR se centra principalment en la producció i recerca de processos performatius: accions i intervencions artístiques de caràcter efímer que dialoguen amb el poble, el territori i/o la seva història. En conseqüència, els treballs dels i de les artistes que hi participen es basen en rescatar, recrear i preservar valors fonamentals de la cultura arcaica-agrària, tot respectant al màxim aquest espai privilegiat enmig del Cap de Creus.
ARBAR desplega la seva activitat en dos cicles anuals (Cicle A+A i Cicle AA+AA). A cadascun dels cicles, ARBAR convida entre dos i tres artistes, que —a partir d'un tema central que canvia cada vegada— desenvolupen processos performatius al llarg de l'any a partir de la relació directa amb la història del lloc, l'espai rural en desús i/o l'entorn natural de la Serra de Rodes. El resultat són projectes amb un profund vincle amb l'espai específic i que atenen a reflexions universals com l'ecologia, la feminitat, la contemporaneïtat o el propi fet artístic i que es presenten en els diferents espais del Centre ARBAR, ja sigui a l'interior com a l'exterior.
D'una banda, al Cicle d'Accions ARBAR (A+A) hi han participat artistes com Pep Aymerich, Isabel Banal, Ester Baulida, Col·lectiu Libèl·lula (Rosa Suñer i Roser Domènech), Col·lectiu Refugis, Cabanes i Altres Construccions Efímeres, Mireia Coromina, Marta Darder, Ramon Guimaraes, Jordi Mitjà, Roc Parés, Núria Rion, Mar Serinyà, Noel Tatú, Jaime Vallaure o Carme Viñas. De l'altra el Cicle d'Accions Artístiques a ARBAR (AA+AA) ha comptat amb les accions d'artistes com Núria Iglesias (Pirómana d'Argos), Nika López o Ariane Patout, entre d'altres.
Des de l'any 2012, al Centre ARBAR s'hi exposa de forma permanent l'escultura “Embulisc” (1994) de l'artista Francesc Torres Monsó (1922-2015). L'escultura, de fusta revestida de fòrmica negra i de 400 cm d'alçada, és un prototipus de l'embut quadrat que forma part del conjunt escultòric públic situat al Passeig dels Països Catalans de Salt (Girona): “Nou ordre mundial (llei de l'embut)” (1997), de la sèrie “El nou ordre mundial”, en què l'escultor utilitza l'embut com a analogia del poder i els seus mals usos a partir de la màxima popular “la llei de l'embut”.
Al lloc web del Centre ARBAR s'hi poden trobar fotografies i vídeos —tant vídeo-documents com obra artística— de totes les accions i intervencions dels diferents anys. Una part d'aquesta documentació també es pot consultar a la seu del Centre ARBAR, a La Vall de Santa Creu.
El Centre d'Art i Cultura ARBAR té com a seu l'antic celler i trull “Can Gorgot” (segle xvi), a La Vall de Santa Creu (El Port de la Selva). Des de 1978 fins al 1995 el local es va adaptar per l'establiment del restaurant La Catedral del Vi, que alhora va comptar amb una Sala d'Art entre 1985 i 1994.

## Publicacions i llibres d'artista
El Centre ARBAR compta amb una línea editorial de llibres d'artista, assaig i catàlegs d'exposicions, amb títols com:
- El retrobament, Cicle d'Accions Artistes a Arbar (AA+AA), ARBAR, 2017[15]
- Jaime Vallaure i la Comunidad sanguínea, Lapidum, ARBAR, 2018.[16][17]
- Jordi Mitjà, Determinant les sobres, ARBAR, 2019[17]
- Noel Tatú, El que fa gran l'art… És l'actitud i el seu camí, ARBAR, 2019[18]